# Frederick William Pirie
Pour les articles homonymes, voir Pirie.
Frederick William Pirie (1893-1956) est un industriel et un homme politique canadien.

## Biographie
Frederick William Pirie naît le 1er février 1893 à Red Rapids, au Nouveau-Brunswick.
Il est nommé sénateur sur avis de William Lyon Mackenzie King le 19 avril 1945 et le reste jusqu'à sa mort, le 3 octobre 1956.